# Anne Geddes
Anne Elizabeth Geddes (Home Hill, 15 settembre 1956) è una fotografa australiana.
Anne Geddes è una fotografa famosa per i suoi soggetti infantili fiabeschi. Nata in Australia, si trasferisce per lavoro in Nuova Zelanda, dove intraprende lo studio delle rappresentazioni fotografiche incentrate sui bambini.
Le sue immagini idealizzano il bambino e lo pongono in un ambiente naturalistico e fiabesco con il dichiarato intento di celebrare l'idea della nascita e della nuova vita e di diffondere l'idea che:

## Biografia
Anne Geddes è nata e cresciuta nel 1956 nel Queensland, in Australia. Inizia a fotografare verso i 25 anni e si orienta verso i bambini trovando che l'impostazione all'epoca corrente fosse rigida, convenzionale e non rendesse giustizia alla spontaneità dei soggetti:
Anne è sposata con Kel Geddes e insieme gestiscono la Geddes Group Holdings Ltd. In particolare Kel, forte di oltre 30 anni di esperienza nell'ambito televisivo, si è rivelato decisivo per le sue capacità manageriali, lasciando l'artista libera di continuare a occuparsi di fotografare.
Vivono tra l'Australia e la Nuova Zelanda e hanno due figlie.

## Stile e tecnica
Le sue opere più famose sono essenzialmente ricche di colori pastello e luci soffuse. Tuttavia Anne Geddes ha sempre scattato anche in bianco e nero, una tecnica che ama particolarmente perché comunica semplicità, forza ed emozionalità del soggetto scelto.
Tuttavia il contenuto emotivo dell'immagine è, secondo Anne Geddes, sempre prioritario rispetto alla scelta tra colore o bianco e nero: è l'elemento fondante dello scatto. La scelta del soggetto è, per Anne, anche fortemente influenzata dall'andamento del mercato e della percezione della gente comune rispetto a certi temi. In tal senso la Geddes si tiene costantemente documentata leggendo fino a 50 riviste al mese.
Anne prepara il set con grande cura e con attenzioni che possono richiedere settimane se non qualche mese, per ottenere lo scatto definitivo. È fondamentale che ogni aspetto tecnico sia stato analizzato e risolto ampiamente prima che il piccolo modello o modella arrivi sul set. La disposizione delle luci, ad esempio, viene provata e riprovata con l'aiuto di bambolotti di formato reale. A fronte di una preparazione tanto accurata, il tempo dedicato agli scatti veri e propri è di pochi minuti. Ancora adesso Anne Geddes scatta in pellicola e non in digitale.
Gli scatti ricorrono molto raramente al fotoritocco ed Anne si avvale di numerosi stilisti e artigiani che creano appositamente tutto quanto il set richiede, sia come costumi sia come elementi a corollario. Data la delicatezza dei soggetti, particolare attenzione è dedicata alla loro sicurezza: i bambini sono spesso saldamente assicurati con cinture (come nel famoso scatto del bimbo con il costume da ape) e controllati a vista dal personale pronto ad intervenire poco fuori dall'inquadratura.
Nei primi anni della sua carriera Anne trovò che i bambini rendessero difficile programmare con tanta accuratezza lo scatto dal momento che sono, com'è naturale aspettarsi, imprevedibili. Con gli anni maturò una mente più aperta agli imprevisti che l'ha portata a dire:
Per assicurare quel clima di pace che desidera i suoi scatti comunichino, Anne e il suo staff curano che i bambini siano nutriti, comodi, ben riscaldati e che si sentano perfettamente a loro agio con la madre a portata di mano.
Anne predilige lavorare con bambini sotto i sei mesi e di varie etnie: solitamente i genitori dei bambini la contattano per sottoporle foto dei loro piccoli. In alcuni casi, quando il set non è nella zona dove di solito lavora, fa sapere di ricercare neonati come modelli attraverso la radio o la televisione.
Lo studio è sempre orientato alla coppia madre-figlio, con una stanza apposita dove le madri possano allattare, giocare e cambiare i loro piccoli in comodità e riservatezza. Per Anne è rilevante che anche la madre del bambino si senta speciale e non sia considerata una sorta di appendice.
Nella sua ultima opera, Pure, Anne dimostra una maggior ricerca di semplicità, con una particolare concentrazione sul soggetto e la quasi totale assenza di elementi estranei al bambino, quali erano tanto frequenti in scatti precedenti (costumi, fiori e verdura, eccetera). Diversi soggetti ritraggono i bambini nel ventre materno o li rappresentano nella placenta.

## Diffusione delle opere
I suoi soggetti sono inizialmente stati diffusi in Australia e Nuova Zelanda, ma sono diventati in breve estremamente popolari. Ad oggi i suoi lavori compaiono in quasi 80 paesi del mondo su libri e oggettistica di vario genere: Anne Geddes è ora un vero e proprio marchio che firma dagli album fotografici ai vestitini per neonati, dai mobili per bambini ai quaderni e persino forcine per capelli.
In particolare, la linea di vestiti per bambini le è stata suggerita dall'osservazione di quanto risultassero scomodi per genitori e neonati alcuni vestitini comunemente diffusi:
Anne è, inoltre, autrice di diversi libri (Pure, Miracle, Cherished Thoughts With Love), di cui due sono diventati bestseller tradotti in 23 lingue: Down in the garden e Until Now.
Conosciuta in tutto il mondo, nel 1997 diviene membro onorario a vita dell'Associazione fotografi professionisti degli Stati Uniti. Ha vinto una considerevole quantità di premi e ricevuto diversi riconoscimenti, sia come fotografa, sia come donna d'affari, sia per il suo impegno caritativo.

## Impegno filantropico
Nel 1992, quando venne pubblicato il suo primo calendario, destinò una parte del ricavato alla lotta contro l'abuso di minori.
Con il passare degli anni, infine, fondò l'ONG Geddes Philanthropic Trust, associazione che si propone di prevenire e combattere la violenza sui minori in Australia, Nuova Zelanda, Stati Uniti e Regno Unito.